# Rafael Palma
Rafael Velásquez Palma (nacido el 24 de octubre de 1874 en Tondo, Filipinas y fallecido el 24 de mayo de 1939) fue un escritor, periodista, profesor, abogado y político filipino y el cuarto rector de la Universidad de Filipinas. Una de sus obras más conocidas es su Biografía de Rizal, que fue traducida al inglés con el título de The Pride of the Malay Race. En 1967, recibió de forma póstuma el premio Patnubay ng Sining at Kalinangan.

## Biografía
Rafael Palma nació el 24 de octubre de 1874 en Manila. Fue uno de los cuatro hijos de Hermógenes Palma e Hilaria Velásquez. Su hermano menor, José Palma, fue poeta y soldado durante la guerra filipino-americana. 
Empezó sus estudios en el Ateneo Municipal de Manila en el que cursó en el Bachillerato en Artes. Después de terminar el bachillerato, se inscribió en la Universidad de Santo Tomás, donde estudió Derecho. En 1894, cuando todavía estaba estudiando comenzó a trabajar de periodista, para la Revista Católica. A causa de la Revolución filipina no pudo terminar su último año en Derecho. Sin embargo, aprobó el examen para ser abogado en 1901. 
Durante su vida, promovió la causa de la independencia filipina en varios medios, como el periódico La Independencia, del que se convirtió en editor tras de la muerte del General Antonio Luna, fundador del periódico. En febrero de 1900 fundó, junto con Sergio Osmeña y Jaime de Veyra, el periódico El Nuevo Día. Más adelante, el 3 de septiembre de 1901 fundó el periódico El Renacimiento, cuya ideología también giraba en torno a en la causa nacionalista expresada en lengua española. 
Rafael Palma escribió numerosos seudónimos, de los cuales se conocen “Hapon”, “Dapit Hapon” y “Robert Paul”. Dejó de escribir artículos en 1903 cuando empezó a compaginar la enseñanza en la Escuela de Derecho y el ejercicio de abogacía.
Fue miembro de la masonería, en la que fue Gran Maestro desde 1920.
Se casó con Carolina Ocampo.
Murió el 24 de mayo de 1939.

## Vida política
Fue senador electo por el Partido Nacionalista representando al 4º distrito en las elecciones de 1916 y 1919. Después de su carrera política fue presidente de la Universidad de Filipinas. 

## Curiosidades
En 2019 El Colegio de Artes y Letras de la Universidad de Filipinas, Dilimán y la Revista Filipina han instituido el galardón literario Premio Rafael Palma. 

## Obras
- Voces de Aliento. Manila: Cultura filipina. 1914.
- La mujer y el derecho de votar. Manila: Bureau of Printing. 1919.
- Nuestra campaña por la independencia desde Taft hasta Harrison. Manila: Bureau of Printing. 1923.
- Nuestra Historia. Manila: Bureau of Printing. 1929.
- Alma mater. Manila: Bureau of Printing. 1930.
- Apolinario Mabini (estudio biográfico). Manila: Bureau of Printing. 1931.
- Biografia de Rizal. Manila: Bureau of Printing. 1949. Traducido en inglés por Roman Ozaeta con título Pride of the Malay Race.
- Historia de Filipinas. Diliman, Quezon City: University of the Philippines Press. Volumen I. 1968.
- Historia de Filipinas. Diliman, Quezon City: University of the Philippines Press. Volumen II. 1972.